# Chailley
Chailley és un municipi francès, situat al departament del Yonne i a la regió de Borgonya - Franc Comtat. L'any 2007 tenia 583 habitants.

## Demografia

### Població
El 2007 la població de fet de Chailley era de 583 persones. Hi havia 236 famílies, de les quals 72 eren unipersonals (36 homes vivint sols i 36 dones vivint soles), 72 parelles sense fills, 76 parelles amb fills i 16 famílies monoparentals amb fills.
La població ha evolucionat segons el següent gràfic:
Habitants censats

### Habitatges
El 2007 hi havia 337 habitatges, 243 eren l'habitatge principal de la família, 65 eren segones residències i 29 estaven desocupats. 328 eren cases i 6 eren apartaments. Dels 243 habitatges principals, 191 estaven ocupats pels seus propietaris, 42 estaven llogats i ocupats pels llogaters i 10 estaven cedits a títol gratuït; 4 tenien una cambra, 16 en tenien dues, 51 en tenien tres, 53 en tenien quatre i 119 en tenien cinc o més. 162 habitatges disposaven pel capbaix d'una plaça de pàrquing. A 113 habitatges hi havia un automòbil i a 107 n'hi havia dos o més.

### Piràmide de població
La piràmide de població per edats i sexe el 2009 era:
| Homes | Edats   | Dones |
| ----- | ------- | ----- |
| 0     | 95 o +  | 0     |
| 0     | 90 a 94 | 4     |
| 8     | 85 a 89 | 4     |
| 0     | 80 a 84 | 24    |
| 16    | 75 a 79 | 12    |
| 16    | 70 a 74 | 8     |
| 8     | 65 a 69 | 0     |
| 16    | 60 a 64 | 16    |
| 24    | 55 a 59 | 16    |
| 16    | 50 a 54 | 16    |
| 16    | 45 a 49 | 16    |
| 20    | 40 a 44 | 16    |
| 20    | 35 a 39 | 40    |
| 32    | 30 a 34 | 20    |
| 20    | 25 a 29 | 20    |
| 4     | 20 a 24 | 12    |
| 32    | 15 a 19 | 12    |
| 20    | 10 a 14 | 20    |
| 16    | 5 a 9   | 20    |
| 32    | 0 a 4   | 32    |

## Economia
El 2007 la població en edat de treballar era de 369 persones, 285 eren actives i 84 eren inactives. De les 285 persones actives 263 estaven ocupades (143 homes i 120 dones) i 22 estaven aturades (11 homes i 11 dones). De les 84 persones inactives 39 estaven jubilades, 20 estaven estudiant i 25 estaven classificades com a «altres inactius».

### Ingressos
El 2009 a Chailley hi havia 242 unitats fiscals que integraven 570 persones, la mediana anual d'ingressos fiscals per persona era de 17.408 €.

### Activitats econòmiques
Dels 37 establiments que hi havia el 2007, 7 eren d'empreses alimentàries, 5 d'empreses de fabricació d'altres productes industrials, 3 d'empreses de construcció, 3 d'empreses de comerç i reparació d'automòbils, 1 d'una empresa d'hostatgeria i restauració, 7 d'empreses financeres, 6 d'empreses de serveis, 1 d'una entitat de l'administració pública i 4 d'empreses classificades com a «altres activitats de serveis».
Dels 7 establiments de servei als particulars que hi havia el 2009, 1 era un taller de reparació d'automòbils i de material agrícola, 1 paleta, 1 fusteria, 2 perruqueries, 1 restaurant i 1 saló de bellesa.
Dels 3 establiments comercials que hi havia el 2009, 1 era una botiga de menys de 120 m² i 2 carnisseries.
L'any 2000 a Chailley hi havia 11 explotacions agrícoles que ocupaven un total de 301 hectàrees.

## Equipaments sanitaris i escolars
El 2009 hi havia 1 escola maternal integrada dins d'un grup escolar amb les comunes properes formant una escola dispersa i 1 escola elemental integrada dins d'un grup escolar amb les comunes properes formant una escola dispersa.

## Poblacions més properes
El següent diagrama mostra les poblacions més properes.